# Крусберген, Михил
Михил Крусберген (нидерл. Michiel Kroesbergen; 15 декабря 1980 года) — нидерландский шашист (международные шашки) и писатель. Международный мастер. Участник чемпионата мира (2013, блиц, 19 место) Участник 5 финалов чемпионатов Нидерландов (2007, 2011, 2012, 2013, 2016).
Вырос в Англии и учился в Гронингене.
FMJD-Id: 10477

## Спортивные успехи
В 1992 — чемпион Голландии среди учащихся. В 2002 и 2005 годах — чемпион Гронингена. С сезона 2007/08 он играет за Хейкен DTC в высшей лиге.